# Mark Myers

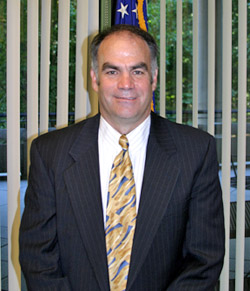
Mark Myers fotografiat în calitate de Director al USGS, la sfârșitul anului 2006.

Mark Myers este un geolog american.  Myers a devenit cel de-al patrusprezecelea Director al Serviciului Geologic al Statelor Unite (în original, în engleză, United States Geological Survey, acronim adesea folosit, USGS) la data de 26 septembrie 2006, după confirmarea sa de către Senatul SUA. 
Conform ArizonaGeology.blogspot.com, Mark D. Myers și-ar fi anunțat demisia sa din calitatea sa de director al USGS la data de 8 ianuarie 2009. Până la numirea celui de-al cincisprezecelea director al USGS, Suzette Kimball, Associate Director for Geology, director asociat al secțiunii de geologie a USGS, va fi directorul interimar al agenției.

## Scurtă biografie
Myers lucrase anterior la Alaska's Division of Oil and Gas, dar a demisionat împreună cu alți cinci colaboratori de-ai săi la sfârșitul anului 2005, în semn de protest împotriva convorbirilor purtate de guvernatorul de atunci al statului Alaska, Frank Murkowski, cu diferite companii petroliere în vederea construirea unei conducte de gaz natural .
Myers a studiat geologia la University of Wisconsin at Madison, terminând atât studiile undergraduate, cât și cele graduate cu diplome de bachelor și master în geologie. Și-a dat doctoratul în geologie la University of Alaska din Fairbanks în 1994, specializându-se în sedimentologie, analizarea depozitelor geologice de suprafață și adâncime mică, precum și în petrografia sedimentelor nisipoase. 
Înainte de a fi numit ca șef al USGS, Myers a fost geologul specializat în țiței al Diviziei de țiței și gaz al statului Alaska (conform, Alaska Division of Oil and Gas), geolog-șef al departamentului de explorare al companiei ARCO Alaska Inc. și apoi la Phillips Alaska Inc. Myers a ocupat, de asemenea, funcțiile de geolog-șef al statului Alaska (conform, Alaska State Geologist) și conducătorul Alaska Geological Survey.